# 亞納科查山 (聖馬爾科斯區)
9°41′52″S 77°05′20″W / 9.69778°S 77.08889°W
亞納科查山（Yanaqucha），是秘魯的山峰，位於該國北部安卡什大區，由瓦里省的聖馬爾科斯區負責管轄，屬於布蘭卡山脈的一部分，海拔高度4,600米。